# Stadio Maurizio Natali
Lo stadio Maurizio Natali fu un impianto sportivo polivalente di Colleferro.

## Storia
Costruito nei primissimi anni '30 per la B.P.D. Colleferro Calcio inizialmente non avendo un nome ufficiale e non potendosi chiamare "Comunale" perché proprietà della fabbrica Bombrini Parodi Delfino veniva chiamato dai giornali semplicemente "Stadio della B.P.D."
Prese il nome Maurizio Natali il 17 novembre 1957 in memoria del giocatore rossonero deceduto all'età di 20 anni in un incidente stradale poco fuori da Colleferro, mentre tornava con altri quattro suoi compagni di squadra dalla partita di campionato di IV Serie contro il Foggia, al 43º km della Via Casilina, l'11 novembre 1957 all'1.05.
Sarà difficile trovarne uno di pari saldezza morale.»
(Fosco Risorti)
In questo stadio il Colleferro ha visto i suoi anni migliori facendogli da "sfondo" quando giocava in Serie C, ed ha disputato match memorabili contro squadre blasonate, dove le tribune arrivavano molto spesso a contare il tutto esaurito.
Il 24 giugno 1989, Colleferro salutò per l'ultima volta il glorioso Stadio Maurizio Natali, demolito per far posto al parcheggio SNIA spostandosi nell'attuale stadio Andrea Caslini.

Nella metà degli anni '90, a seguito della sua demolizione, non rimaneva nessuna struttura intitolata a Maurizio Natali, fu decisione dell'Amministrazione Comunale, di intitolare lo Stadio Comunale di Via degli Atleti in Colleferro alla memoria dello sportivo Colleferrino. Nuova struttura polivalente , casa del Colleferro Rugby 1965 e dell'atletica Colleferro, con manto erboso, tribuna coperta da 1650 posti, una pista di atletica di ultima generazione, spogliatoi e club House . 